# What Price Hollywood?
Pour plus de détails, voir Fiche technique et Distribution.
What Price Hollywood? est un film américain en noir et blanc réalisé par George Cukor, sorti en 1932.

## Synopsis
Mary, une jeune serveuse (Constance Bennett) qui rêve de devenir une star, saisit sa chance lorsqu'elle fait la connaissance de Maximilian (Lowell Sherman), réalisateur à succès dont la carrière commence à être derrière lui et qui noie son amertume dans l'alcool. Malgré quelques bouts d'essais peu concluants, elle persévère et commence à percer et signe un contrat avec le producteur Julius Saxe (Gregory Ratoff).

## Fiche technique
- Titre original : What Price Hollywood?
- Réalisateur : George Cukor
- Assistant réalisateur : James Hartnett, Edward Killy
- Scénario : Gene Fowler, Rowland Brown, Jane Murfin
- Musique : Max Steiner
- Direction artistique : Carroll Clark
- Costumes : Margaret Pemberton
- Cadreur : Frank Redman (non crédité)
- Son : George D. Ellis
- Photographie : Charles Rosher
- Montage : Del Andrews, Jack Kitchin (assistant : Frederic Knudtson)
- Producteur associé : Pandro S. Berman,
- Producteur délégué : David O. Selznick
- Société de production et de distribution : RKO Pathé Pictures
- Pays de production :  États-Unis
- Langue originale : anglais américain
- Format : noir et blanc — 35 mm — 1,37:1 — son : mono (RCA Photophone System)
- Genre : drame
- Durée : 88 minutes
- Dates de sortie :
  - États-Unis : 24 juin 1932
  - France : 23 juin 1933

## Distribution
- Constance Bennett : Mary Evans
- Lowell Sherman : Maximilian Carey
- Gregory Ratoff : Julius Saxe
- Neil Hamilton : Lonny Borden
- Louise Beavers : Bonita
- Brooks Benedict : Muto
- Eddie "Rochester" Anderson (non crédité) : James, le majordome de Maximilian
- Aggie Herring (non créditée) : la vendeuse de fleurs au Brown Derby
- Josephine Whittell (non créditée) : Mlle DuPont, l'intervieweuse
- Zeena Baer (non créditée) : Mrs Spiegel, la secrétaire de Julius Saxe
- Lita Chevret (non créditée) : l'actrice
- Marcelle Corday (non créditée) : la gouvernante française
- Adrienne D'Ambricourt (non créditée) : la cuisinière française

## Autour du film
Le titre original du film était The truth about Hollywood. Adela Rogers St. Johns a librement basé son intrigue sur les expériences de l’actrice Colleen Moore et de son mari, le producteur alcoolique John McCormick (1893-1961), ainsi que sur la vie et la mort du réalisateur Tom Forman, qui s’est suicidé à la suite d’une dépression nerveuse. 
Le producteur David O. Selznick voulait choisir Clara Bow pour le rôle principal féminin mais les dirigeants des bureaux de la RKO à New York hésitaient à investir dans une histoire hollywoodienne parce que des projets similaires avaient échoué dans le passé. Au moment où Selznick les a convaincus que le projet avait du potentiel, Bow s’était engagé dans un autre film. Constance Bennett considérait What Price Hollywood ? comme son plus grand film.  
Selznick a d’abord promis au scénariste-réalisateur Rowland Brown la réalisation de What Price Hollywood ? ; après que Brown ait réécrit le scénario, cependant, Selznick l’a remplacé par George Cukor. Quatre ans après la sortie du film, Selznick a engagé Brown pour réaliser la prochaine incarnation du scénario, modifié et renommé Une étoile est née et mettant en vedette Janet Gaynor et Fredric March, mais Brown a refusé de réécrire le scénario, disant qu’il ne nécessitait aucun changement, sur quoi Selznick a renvoyé Brown. Selznick a ensuite approché Cukor et lui a demandé de réaliser, mais Cukor a estimé que l’intrigue était toujours si similaire à celle de What Price Hollywood ? qu’il a refusé. Selznick lui-même s’est attribué le mérite de l’histoire originale. Les dirigeants de la RKO ont envisagé de déposer une plainte pour plagiat contre Selznick International Pictures en raison des similitudes dans l’histoire, mais ont finalement choisi de ne pas intenter d’action en justice. 
Cukor dirigera plus tard la version musicale de 1954 de Une étoile est née avec Judy Garland et James Mason.